# Bheramara
Bheramara (en bengali : ভেড়ামারা) est une upazila du Bangladesh dans le district de Kushtia. En 1991, on y dénombrait 144 221 habitants.